# Glomeridella kervillei
Glomeridella kervillei är en mångfotingart som först beskrevs av Robert Latzel 1894.  Glomeridella kervillei ingår i släktet Glomeridella och familjen Glomeridellidae. Inga underarter finns listade i Catalogue of Life.